# Quoziente di encefalizzazione

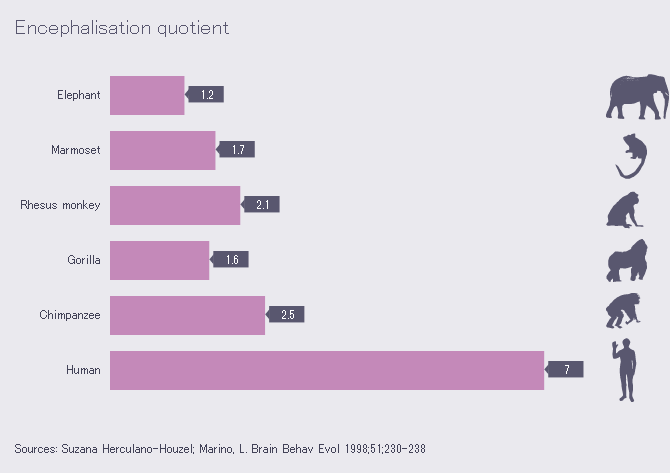
Il quoziente di encefalizzazione di varie specie

Il quoziente di encefalizzazione o QE è il rapporto tra le dimensioni del cervello e le dimensioni corporee.

## Calcolo
Per calcolare il QE bisogna conoscere il fattore di cefalizzazione C, calcolabile con la formula :
{\displaystyle C={\frac {E}{S^{r}}}}
dove E è il peso del cervello, S è il peso del corpo e r è una costante che viene determinata empiricamente.
Due dei possibili valori di r per i mammiferi sono 0,56 e 0,66.
Per trovare il quoziente di encefalizzazione bisogna dividere C per il valore di un mammifero medio.

## Esempi di QE
L'uomo con un QE di 6-8, a seconda del valore di r considerato, ha il valore più alto di tutti gli animali. Non è seguito dalle scimmie (valori compresi tra 1 e 3) come si potrebbe immaginare, ma dal delfino (QE intorno al 5).
Gli squali hanno il più alto QE fra i pesci e i polpi hanno il più alto QE tra gli invertebrati.
Il calcolo del QE è più rigoroso se dal peso dell'animale si esclude il peso del grasso corporeo. Poiché calcolare il peso del grasso è difficile in genere questa operazione viene trascurata. Ciò comporta grosse differenze nel risultato solo nel caso di animali estremamente grandi, come le balene .